# Луз Касал
Марија Луз Касал Паз (шп. María Luz Casal Paz; 11. новембар 1958) је шпанска поп-рок певачица. Успешну соло каријеру отпочела је осамдесетих година прошлог века и била је склона опробавању у различитим музичким правцима. Прекретницу њене каријере представља извођење нумера у познатом филму Високе потпетице Педра Алмодовара. Луз Касал иза себе има велики број успешних албума, наступа и турнеја како у Шпанији, тако и широм света.

## Биографија

### Младост
Луз Касал рођена је 11. новембра 1958. године у околини места Боиморто у Галицији, аутономној заједници Шпаније. Била је једино дете својих родитеља Матилде Пас и Хосе Касала. Убрзо се са родитељима преселила у Авилес, град у оквиру аутономне заједнице Астурије где је похађала школу коју је испред сестринства Свете Доротее основала  Паола Фрасинети. Након извесног времена њени родитељи су се поново преселили у град Хихон. Похађала је часове балета, солфеђа и клавира. У том периоду је Луз први пут добила прилику да наступа пред нешто бројнијом публиком.

### Почетак музичке каријере
Озбиљнији подухват на плану њене музичке каријере представља улазак у рок групу под именом Los Fannys која је изводила обраде познатих музичких хитова. Ипак, Луз је већ тада увидела своје склоности ка самосталној музичкој каријери. 
Схватајући да је Мадрид, као главни град, био исходиште бројних пословних прилика и могућности за професионални напредак, Луз одлучује да се пресели у престоницу. Захваљујући познанствима и једној независној продукцијској кући снима први демо под називом "Лепотица". Од немерљивог значаја била је њена нова улога пратећег вокала певача Хуана Парда која јој је омогућила улазак у свет професионалних музичара. У тим годинама се опробала и у мјузиклу у улози шпанске певачице и глумице Ракел Мелер.

### Успон
Први сингл "El ascensor"(Лифт), са примесама снажног реге звука, реализовала је 1980. године у сарадњи са једном интернационалном компанијом. Песму је извела на RTVE, на веома популарном ТВ музичком програму. Године 1981. потписала је уговор са Zafiro Records и учествовала у снимању албума групе Leño. Наредне године је настао и њен први албум под називом Luz (Светлост) чије нумере покривају разноврстан спектар тема, а 1983. године снимљен је и први спот за песму "No aguanto más" (Не могу више). У међувремену је отпочела и турнеју El rock de una noche de verano  са Мигелом Риосом и групом Leño током које су посетили тридесет пет шпанских градова.
За то време је радила на свом другом албуму Los ojos del gato (Очи мачке) који је објављен 1984. године. Албуми који су уследили, Luz III  из 1985. године који је обележила нумера "Rufino" (Руфино) и "Quiéreme aunque te duela" (Воли ме иако те боли) из 1987. године нису остварили рекордну продају, али су потврдили њену позицију на музичкој сцени и почели отварати врата интернационалној каријери понудама које су пристизале из Мексика, Венецуеле и Њујорка.  Током 1986. године било јој је понуђено деведесет наступа, док је у Немачкој снимила песму "The water is life" (Вода је живот) за еколошку кампању приликом чега је наступала са звездама попут Марка Кнопфлера.
Током 1988. године Луз Касал је потписала уговор са новом дискографском кућом Hispavox, а као продукт те сарадње настао је албум Luz V који је продат у 300.000 примерака и био велики успех. Најзначајније песме тог албума биле су "Te Dejé Marchar" (Пуштам те) и "No Me Importa Nada" (Ништа ме не занима).

### Високе потпетице
Након тога је уследила сарадња са Педром Алмодоваром који јој је предложио да отпева две нумере у његовом новом филму Високе потпетице. Били су то болеро Агустина Ларе "Piensa en mi" (Мисли на мене), као и позната нумера "Un año de amor" (Једна година љубави). Након извођења нумере "Piensa en mi", Луз након опробавања у бројним музичким жанровима, почиње да дефинише свој музички стил-болеро. Након великог успеха филма, Луз постаје интернационална сензација, сарађује са бројним еминентним светским музичарима и одржава концерте широм света.

### Каријерни успеси и прекретнице
Након четворогодишње паузе издаје нови албум под називом  Como La Flor Prometida (Као обећани цвет) који са 800.000 продатих примерака представља најуспешнији албум у њеној каријери. Године 1999. поново издаје албум под називом Un mar de confianza (Море поверења). Исте године је њена песма "Mi confianza" (Моје поверење) била је награђена  наградом Premios Ondas за најбољу песму. 
Луз је отпевала насловну нумеру за анимирани шпански филм El bosque animado (Зачарана шума) и освојила Гојину награду у категорији за најбољу нумеру. Крајем 2002. године објавила је албум под називом Con Otra Mirada (Са другим погледом), а две године касније и албум Sencilla Alegría (Тиха срећа) који су били варијација различитих музичких жанрова.
Године 2007. оболела је од рака дојке. Болест је превазилазила одлазећи на хемотерапије, али и радећи на новом албуму. Компоновала је, писала текстове и радила се веома познатим продуцентима. Тако је настао албум Vida Tóxica (Токсичан живот) који је посвећен управо хемотерапаијама и упорној  борби против рака. Нови албум La Pasión  (Страст) који је уследио 2009. године био је обележен доминантним болеро звуком и обрадама старих хитова, те веома добро прихваћен међу шпанском и француском публиком. У то време Луз бива награђена Медаљом за уметност и културу од стране Француске државе. Између осталих, носилац тог ласкавог признања био је режисер Педро Алмодовар. Међу значајним наградама била је Ролинг Стоунс награда за допринос рок музици. 
Након излечења, 2011. године рак јој се поново вратио, али жеља да се избори са болешћу је још увек била присутна. Поред стварања музике, чему је увек била привржена, током лечења је прибегла реализовању своје старе идеје - оснивању манифестације Festvial de la Luz (Фестивал светлости) у родном месту. Јединственост манифестације огледала се у томе што је била добротворног карактера, а приходи су били намењени борби против рака.
Наредне године каријере Луз Касал обележене су радом на новим албумима и светским турнејама. Наредни албуми били су: Un ramo de rosas (Букет ружа) из 2011. године, Almas gemelas (Сродне душе) из 2013. године, албум на француском језику из 2017. године који садржи препеве песама француске певачице Далиде и Que corra el aire (Пусти ваздух да лети) из 2018. године. Најскорији албум Que corra el aire потврдио је актуелност Луз Касал међу шпанском публиком и наишао на изузетне критике.

## Mi memoria es agua
У априлу 2006. године објављена је биографија Луз Касал коју је написала новинарка, али првенствено њена пријатељица Магда Бонет. Књига под називом Mi memoria es agua описује свакодневицу певачице и њену посвећеност музици, а у великој мери се базира на дневнику који је Луз водила током турнеје по Француској 2004. године.

## Дискографија
| Студијски албуми | Студијски албуми                               | Студијски албуми        |
| ---------------- | ---------------------------------------------- | ----------------------- |
| Година           | Албум                                          | Број продатих примерака |
| 1982             | Luz                                            | 100.000                 |
| 1984             | Los ojos del gato                              | 150.000                 |
| 1985             | Luz III                                        | 200.000                 |
| 1987             | Quiéreme aunque te duela                       | 200.000                 |
| 1989             | Luz V                                          | 300.000                 |
| 1991             | A contraluz                                    | 600.000                 |
| 1995             | Como la flor prometida                         | 800.000                 |
| 1999             | Un mar de confianza                            | 600.000                 |
| 2002             | Con otra mirada                                | 150.000                 |
| 2004             | Silencilla alegria                             | +120.000                |
| 2007             | Vida tóxica                                    | +120.000                |
| 2009             | La Pasión                                      | 240.000                 |
| 2013             | Almas gemelas                                  | +40.000                 |
| 2017             | Luz Casal chante Dalida, A mi manera (Francia) |                         |
| 2018             | Que corra el aire                              |                         |